# Jacques de Baerze
Jacques de Baerze (activo antes de 1384, falleció después de 1399) fue un escultor flamenco en madera, dos de cuyos retablos mayores tallados sobreviven en Dijon, que fue la capital del Ducado de Borgoña. 
De Baerze probablemente vino de Gante y vivió en Dendermonde (Termonde, en francés), a unos treinta kilómetros de distancia, que no está lejos de Amberes y Bruselas. Era claramente un maestro bien establecido antes de la muerte en enero de 1384 del gobernante local, Luis II de Flandes, duque de Brabante, ya que se registran dos comisiones de Luis para producir retablos tallados, aunque las obras no han sobrevivido. Estos retablos fueron para la capilla del castillo de Dendermonde y para el hospicio de la abadía cisterciense de Bijloke en Gante.
Estas obras fueron ordenadas por Felipe II de Borgoña, duque de Borgoña, yerno de Luis y su sucesor como Conde de Flandes. En 1385, Felipe fundó un monasterio cartujo, la Cartuja de Champmol, como lugar de entierro dinástico de los Valois borgoñones y lo llenó de impresionantes obras de arte. En 1390, le encargó a De Baerze la creación de dos retablos similares para Champmol: uno, conocido ahora como el Altar de los Santos y Mártires para la sala capitular, y el más grande, conocido como el Retablo de la Crucifixión, para el altar principal de la iglesia. Ambos son trípticos con laterales con bisagras, tallados en el interior, pero los paneles exteriores, que se muestran cuándo se cierran los paneles, pintados por su artista de la corte, Melchior Broederlam (otro flamenco que también trabajó anteriormente para Luis) — una disposición común para un gran retablo. Estos paneles exteriores pintados solo sobreviven en el más grande de los dos retablos.Los trípticos normalmente se muestran cerrados, mostrando las pinturas, pero se abren para mostrar las tallas los días de fiesta. 

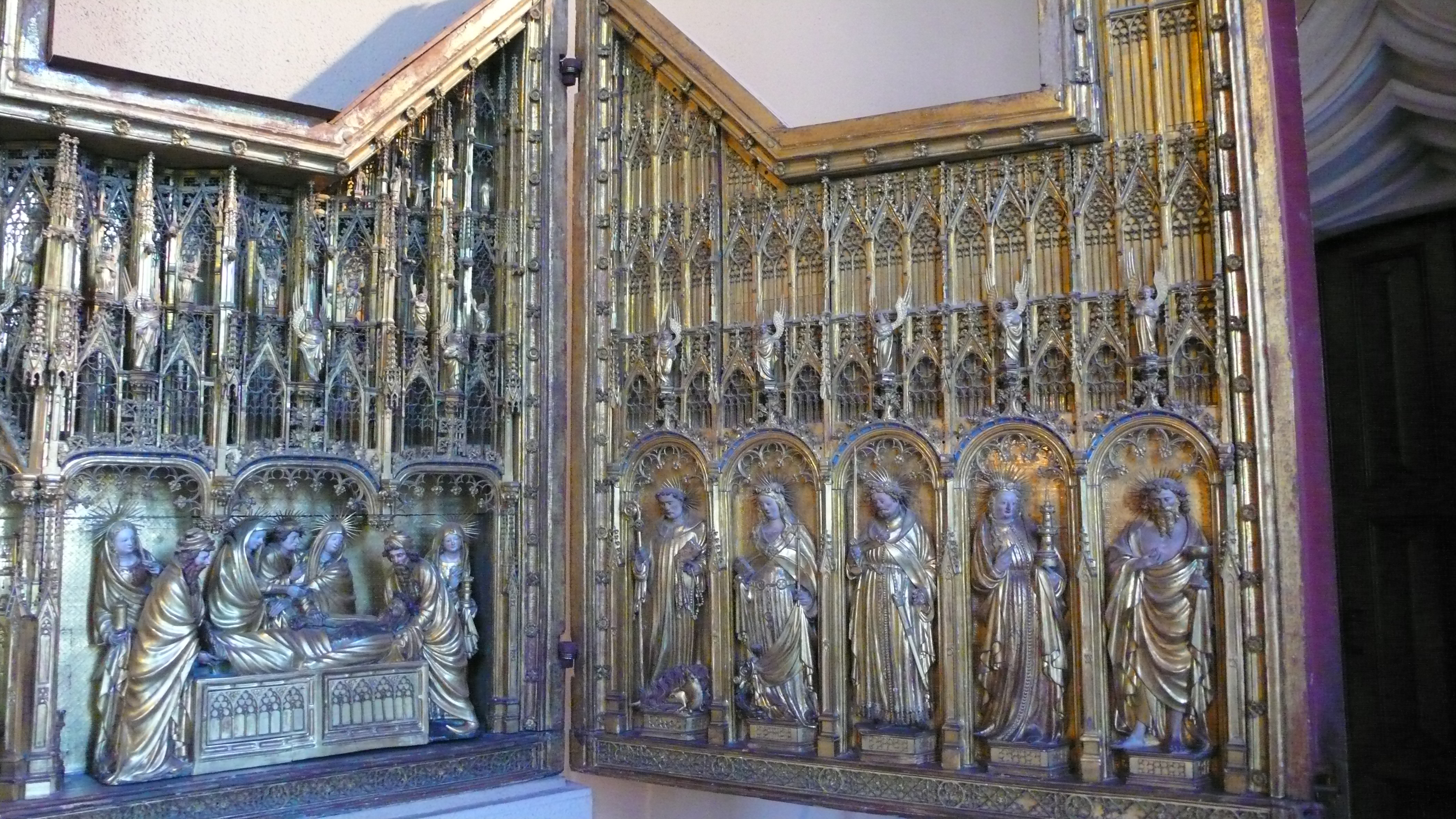
El retablo de la crucifixión; detalle del lado derecho

La iconografía de los elementos de los dos artistas fue diseñada para complementarse entre sí, con una secuencia pintada de escenas de la Infancia de Cristo y dentro, escenas talladas de la Adoración de los Magos, la Crucifixión en el centro y el Entierro de Cristo flanqueado por santos en el interior de los paneles laterales. Arriba hay una elaborada tracería gótica con pequeñas figuras de santos y ángeles. El conjunto de ambas obras está dorado o pintado. El Altar de los Santos y Mártires tiene 159 cm de alto, y 252 cm de ancho con los laterales abiertos. El Retablo de la Crucifixión tiene 167 cm de alto y 252 cm de ancho. 
Los retablos se transportaron a Dijon desde Dendermonde en agosto de 1391 y fueron devueltos a Flandes un año después. Allí, la pintura y el dorado fueron terminados por Broederlam en su estudio en Ypres; las regulaciones de los gremios ordenaban usualmente que la talla y la pintura fueran realizadas por miembros de diferentes gremios. Fueron devueltos a Champmol, aprobados por un comité que incluía a Claus Sluter, e instalados a fines de 1399, después de lo cual De Baerze desaparece de los registros documentados. 
Los retablos se trasladaron después de la Revolución Francesa al Museo de Bellas Artes de Dijon, junto con los paneles de Broederlam, que ahora, a diferencia de en el momento de su creación, reciben más atención que las tallas, ya que son de gran importancia. La importancia en el desarrollo de la pintura neerlandesa temprana  es generalmente de mayor interés para los historiadores de arte moderno que la escultura. Los dos retablos de De Baerze son probablemente los primeros ejemplos de los Neerlandeses que sobreviven completos, aunque evidentemente existían muchas más obras similares en esta fecha, y la forma de hacer probablemente se desarrolló primero en los Países Bajos. Sin apenas trabajos del período para compararlos con los de Dijon, es difícil evaluar la originalidad de De Baerze o su lugar en la tradición, aunque él participa claramente del estilo gótico internacional del período. Presumiblemente, la mayor parte de su trabajo fue para iglesias locales y casas religiosas. De hecho, la iconoclasia después de la Reforma fue tan destructiva de los altares tallados en madera en los Países Bajos que solo sobrevivieron allí unos pocos fragmentos durante los siguientes ochenta años, mientras que Alemania tiene muchos ejemplos.
Sobreviven otras tallas más pequeñas atribuidas a De Baerze, incluyendo una figura de un crucifijo de 28 cm  que formaba parte de la comisión Champmol, ahora en el Instituto de Arte de Chicago, y un San Jorge en el Museo Mimara en Zagreb. 

## El retablo de la Crucifixión.

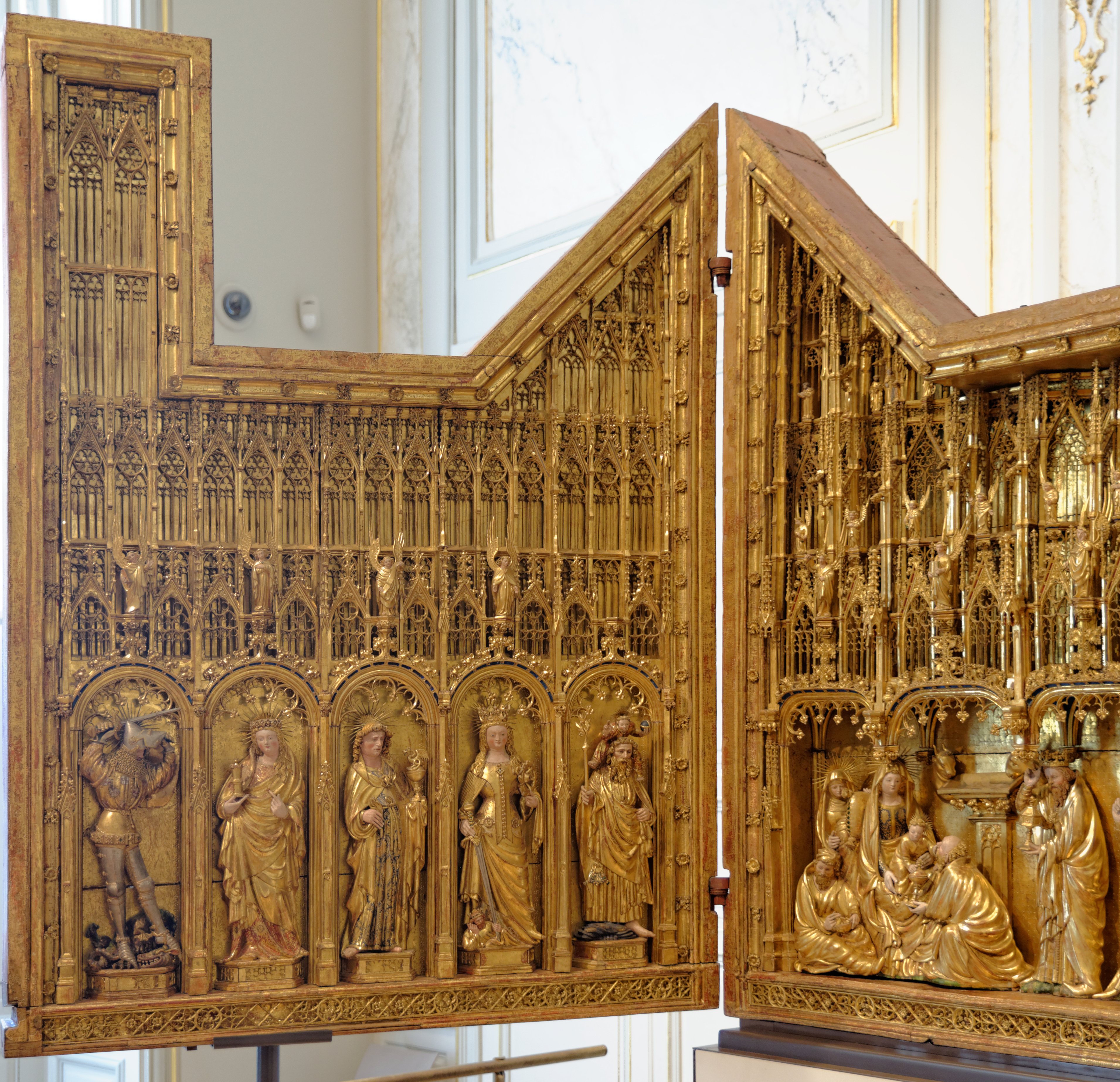
El retablo de la Crucifixión, lado izquierdo.
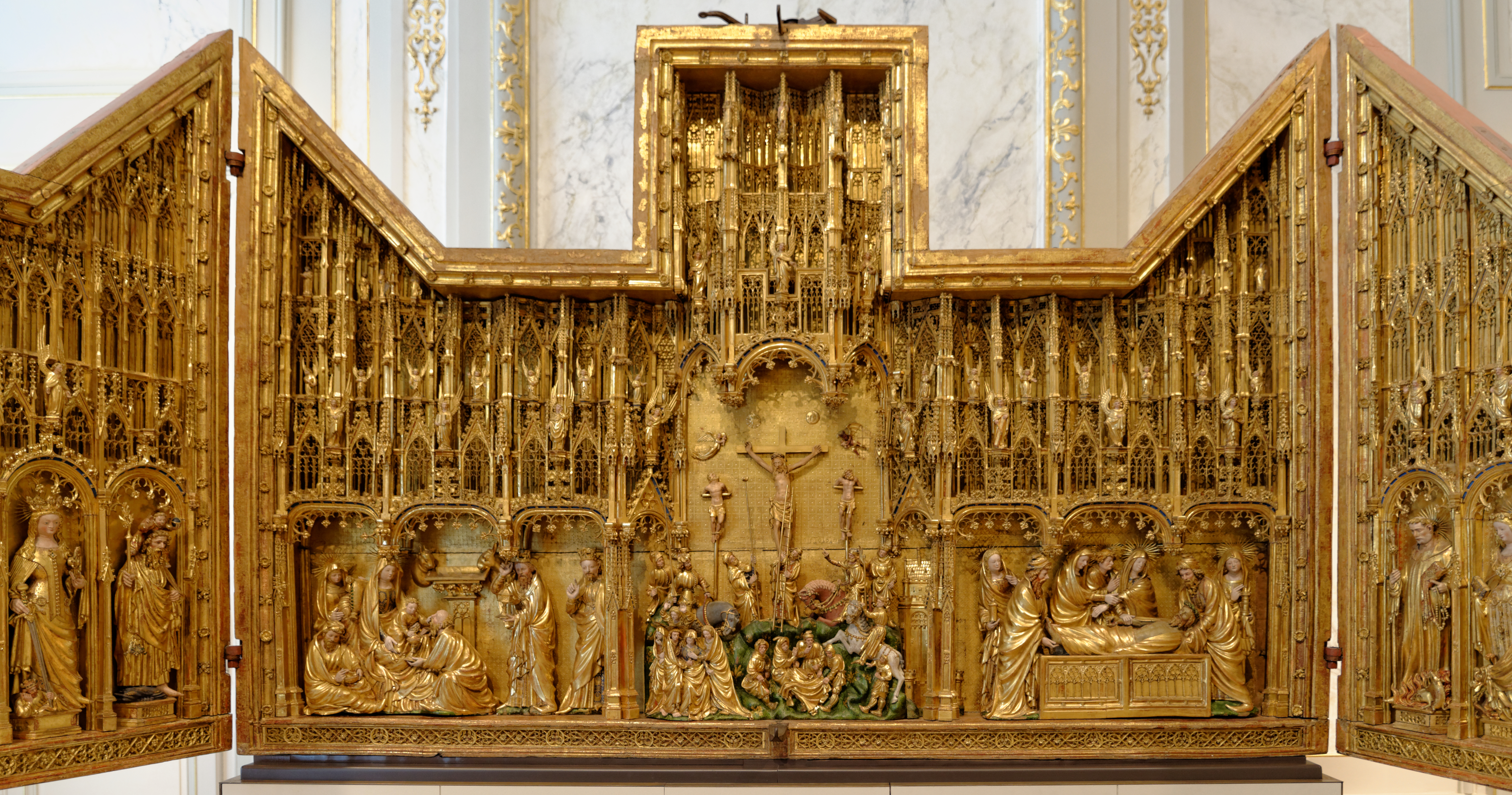
Retablo de la Crucifixión, panel central.
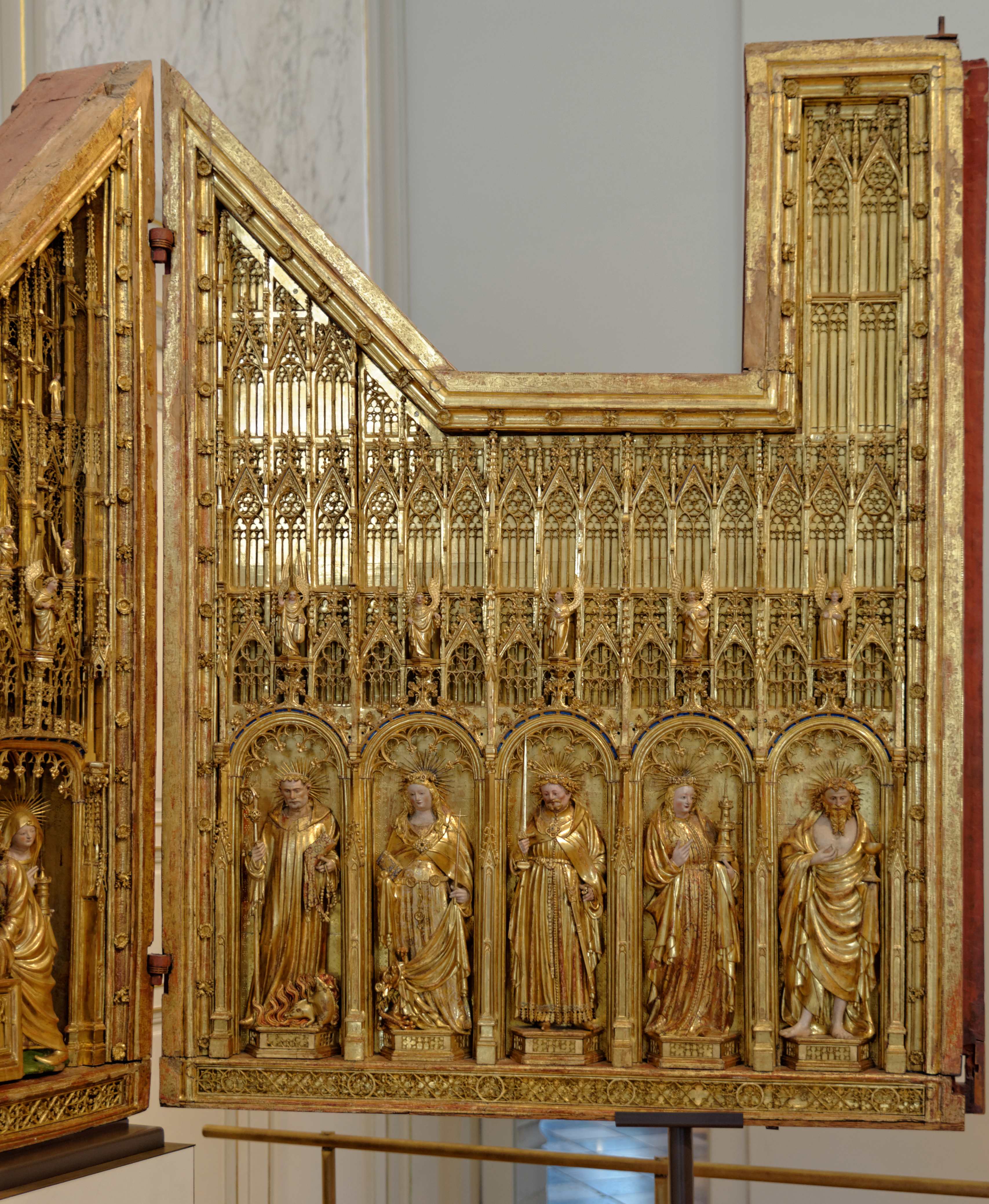
El retablo de la Crucifixión, lado derecho.
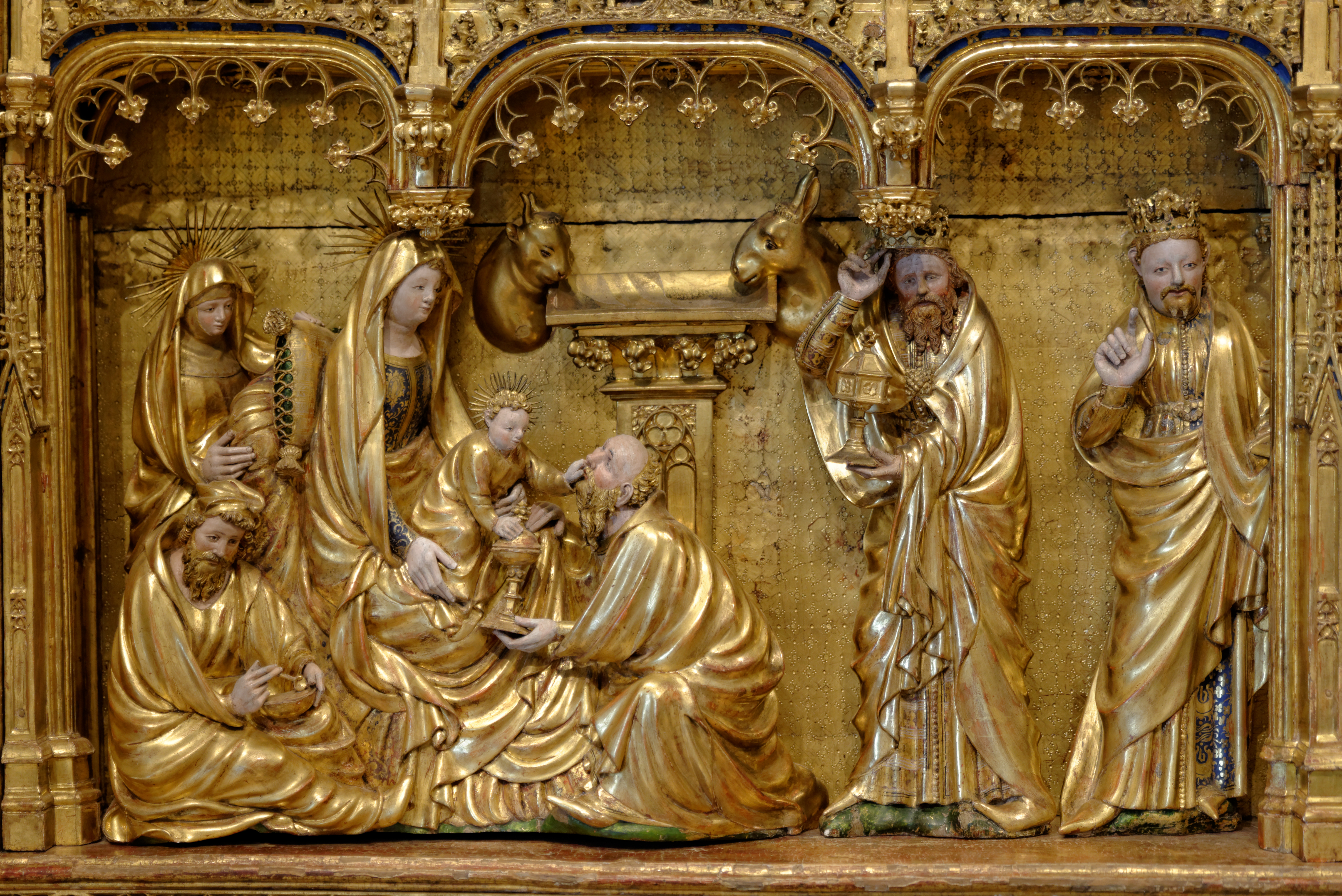
Detalle: la Adoración de los Magos.
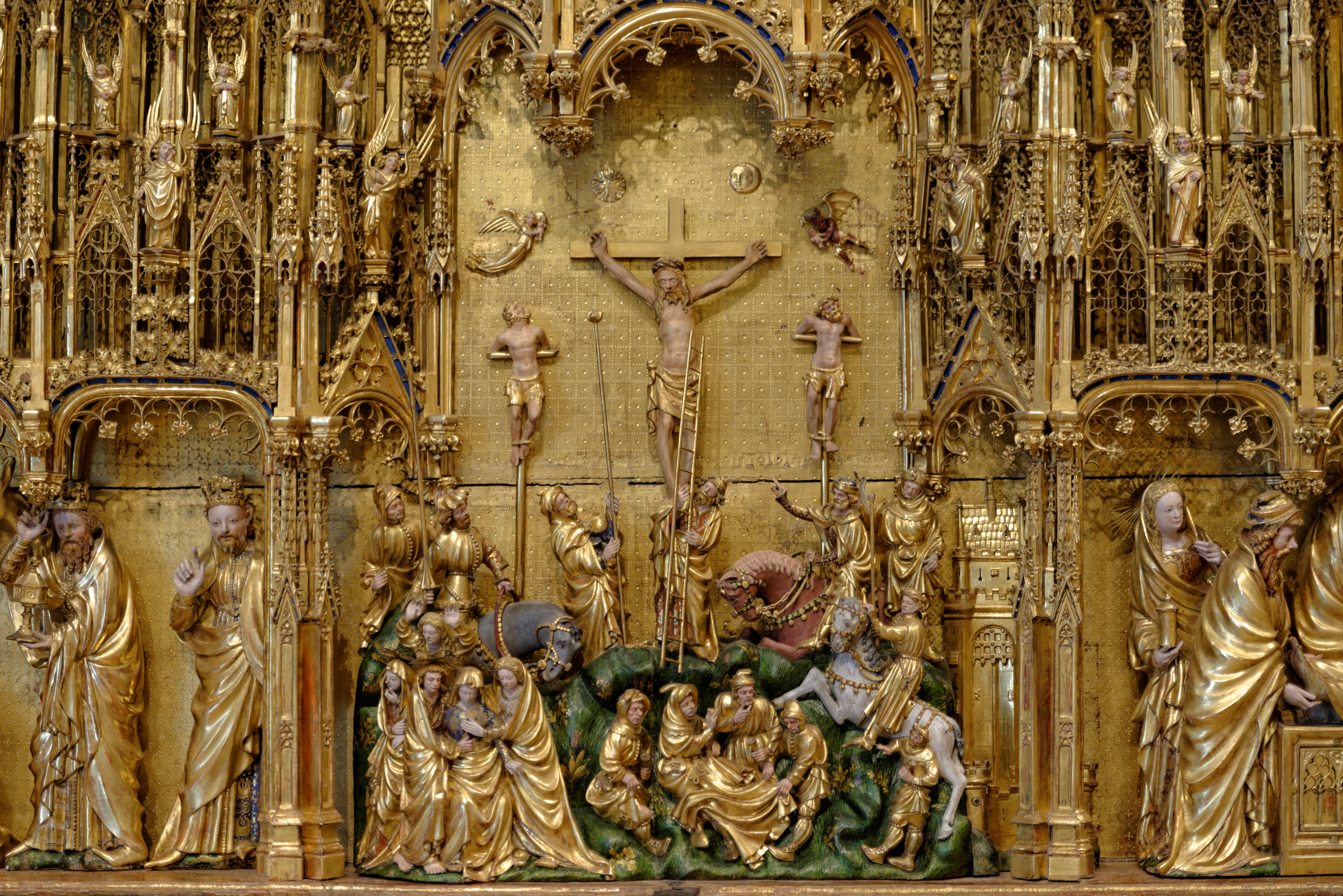
Detalle: la Crucifixión.
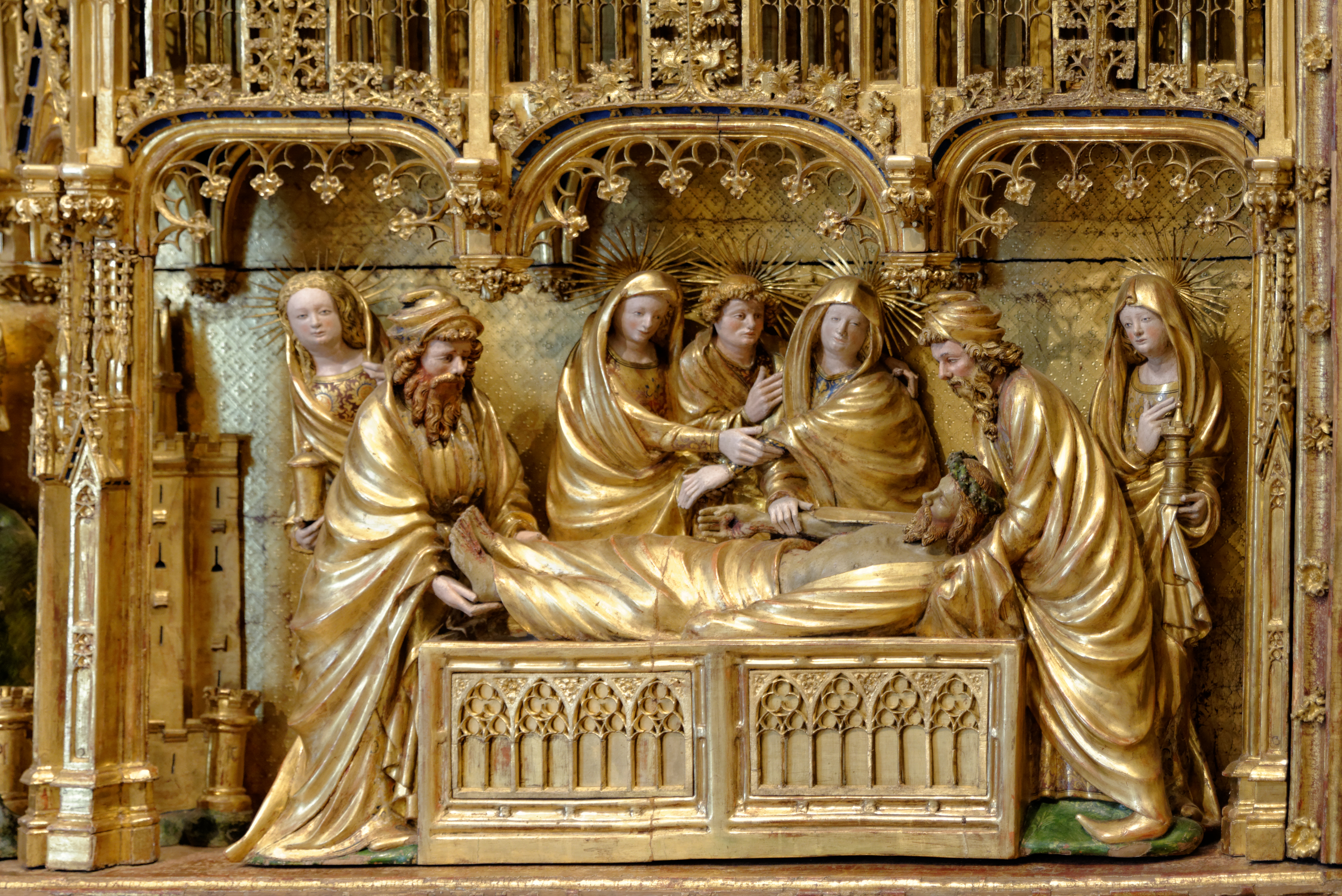
Detalle: el entierro.